# Spelaeonethes nodulosus
Spelaeonethes nodulosus is een pissebed uit de familie Trichoniscidae. De wetenschappelijke naam van de soort is voor het eerst geldig gepubliceerd in 1932 door Karl Wilhelm Verhoeff.